# NGC 4526
NGC 4526是室女座星系团的一个透镜星系，內含塵埃盤，距離太陽系約5500萬光年，由威廉·赫歇爾於1784年4月13日發現。威廉·赫歇爾於1785年12月28日再次觀測到它，導致該星系兩次被收錄到NGC天體表。
已知NGC 4526中发生过SN 1994D和SN 1969E两次超新星爆发。